# 白介素-1族
白介素-1族（interleukin-1 family）又称白细胞介素-1族、介白素-1族, IL-1族，包括11种细胞因子，在机体控制免疫和炎症反应中具有重要作用。

## 发现
这些细胞因子的发现始于1943年至1948年间，Menkin和Beeson对兔子腹腔细胞释放的致热原蛋白质的性质进行的研究.后来又有几名研究者研究了发热与感染和炎症之间的关系。由于对巨噬细胞和淋巴细胞产生的可溶性因子发现的性质越来越多，就根据生物性质发明了“白介素”（英語：Interleukin）一词。巨噬细胞的产物称为白介素-1（英語：Interleukin 1, IL-1），淋巴细胞产物称为白介素2。此时，还不知道它们的氨基酸序列。
1985年，从巨噬细胞cDNA文库提取出来了两种不同但类似的互补DNA编码蛋白，又将IL-1分成了IL-1α和IL-1β两种。

## 白细胞介素1族
白细胞介素1族包括11种细胞因子，它们组成了促炎细胞因子的复杂网络。这些细胞因子通过调控白细胞和内皮细胞的整合素的表达，启动和控制炎症反应。
由于IL-1α和IL-1β最先发现而且促炎能力最强，对它们的研究也最多。IL-1Ra是它们的自然拮抗剂。它们都会与IL-1受体结合，通过接头蛋白MyD88激发信号。拮抗剂会与前两者争夺受体，控制促炎活动。

### 合成
除了拮抗剂IL-1Ra，白细胞介素1族其它成员都是先合成前体蛋白。之后前体蛋白进行水解，形成更短的“成熟蛋白”。此种蛋白前体的水解没有信号肽，也不经过高基氏體处理。
IL-1α与IL-33的前体都可以与相应受体结合激活信号传导，但IL-1β和IL-18的前体不能，必须经切割后才能结合相应的受体。

## 命名
白细胞介素1族有11个基因结构相似的成员。首先被鉴别出4个成员：IL-1α、IL-1β、IL-1Ra和IL-18。发现另外5个成员后，改用了新的命名系统，旧的成员分别改用了名称IL-1F1, IL-1F2, IL-1F3和IL-1F4。
但新趋势是：回归旧名字。2010年，世界各地的实验室都认为，IL-1α、IL-1β、IL-1Ra和IL-18 更加知名。因此建议将IL-1F6、IL-1F8和IL-1F9 改名为IL-36α、IL-36β和IL-36γ, 。它们虽由不同的基因编码，但使用相同的受体（复合体IL-1Rrp2和辅助受体IL-1RAcP），传递的信号也基本相同。它们的拮抗剂IL-1F5被建议命名为IL-36Ra，仿照IL-1α、IL-1β拮抗剂IL-1Ra的命名方法。另外建议将IL-1F7命名为IL-37，这样就可以将其剪接变体像IL-37a、IL-37b命名了；将IL-1F10命名为IL-38。
| 名称    | Family name | 受体     | 辅助受体 | 性质                           | 染色体位置    |
| ------- | ----------- | -------- | -------- | ------------------------------ | ------------- |
| IL-1α   | IL-1F1      | IL-1RI   | IL-1RacP | 促炎                           | 2q14          |
| IL-1β   | IL-1F2      | IL-1RI   | IL-1RacP | 促炎                           | 2q14          |
| IL-1Ra  | IL-1F3      | IL-1RI   | 不可用   | IL-1α、IL-1β的拮抗剂           | 2q14.2        |
| IL-18   | IL-1F4      | IL-18Rα  | IL-18Rβ  | 促炎                           | 11q22.2-q22.3 |
| IL-36Ra | IL-1F5      | IL-1Rrp2 | 不可用   | IL-36α、IL-36β、IL-36γ的拮抗剂 | 2q14          |
| IL-36α  | IL-1F6      | IL-1Rrp2 | IL-1RAcP | 促炎                           | 2q12 - q14.1  |
| IL-37   | IL-1F7      | 未知     | 未知     | 抗炎                           | 2q12 – q14.1  |
| IL-36β  | IL-1F8      | IL-1Rrp2 | IL-1RAcP | 促炎                           | 2q14          |
| IL-36γ  | IL1-F9      | IL-1Rrp2 | IL-1RAcP | 促炎                           | 2q12 – q21    |
| IL-38   | IL-1F10     | 未知     | 未知     | 未知                           | 2q13          |
| IL-33   | IL-1F11     | ST2      | IL-1RAcP | Th2反应、促炎                  | 9p24.1        |

## 信号传导
IL-1α和IL-1β会与同一受体IL-1RI结合。拮抗剂IL-1Ra也会与这一受体结合，但不会激活进一步的信号传导，因此会通过与其竞争参与调控。
IL-1α或IL-1β首先与IL-1RI的首条胞外链结合，这会集中辅助受体IL-1受体辅助蛋白（IL-1RAcP），信号传导与IL-18和IL-33对IL-1RI的激活需要它。
在IL-1α或IL-1β、IL-1RI、IL-1RAcP装配好受体之后，胞质内Toll和IL-1R样(TIR)结构域开始装配这两个胞外衔接蛋白。这两个蛋白叫髓样分化主反应基因88（MYD88）和白细胞介素1受体蛋白激酶（IRAK） 4。IRAK4磷酸化作用之后，IRAK1、IRAK2和肿瘤坏死因子受体相关因子（TRAF）会跟着磷酸化。TRAF6是一种泛激素E3连接酶，会与泛激素E2连接酶复合体共同作用，将连有K63的聚泛素链连到一些IL-1信号中间体上，如TGF-β激活的蛋白激酶（TAK-1）上。这会促进TAK-1与TRAF6、MEKK3之间的联系。
这些信号途径可以激活多个转录因子，例如NF-κB, AP-1、JNK和p38 MAPK。 

## 生物活性
巨噬细胞、单核细胞、成纤维细胞和樹狀細胞会大量产生IL-1，B细胞、自然杀伤细胞和上皮組織也会产生它。它在机体对抗感染中扮演重要作用。它们可以提高内皮细胞粘合系数的表达，以方便免疫活性细胞转移到感染区域。体温调节中心下丘脑的活性也会提升，引起发热（发烧），因此白细胞介素1是一种内原性致热物。IL-1还会导致痛觉过敏、血管舒张和低血压. 

### IL-1α
IL-1α是一种“双重功能细胞因子”：除了在细胞表面可以与受体结合发生作用，还可以在细胞核中控制转录。此点上，与IL-33类似。
在由间叶细胞分裂的细胞和上皮细胞中，IL-1α的前体蛋白不断合成，储存细胞质中。而在单核细胞和巨噬细胞里是从头合成的。前体由钙蛋白酶加工，释放16-kDa的N端前片段切割产物ppIL-1α，此产物包含核定位序列，转移到细胞核后会担任转录因子。
IL-1α的前体包含N端和C端受体相互作用的结构域，其会起到损伤相关的模式分子（DAMPs）的作用。DAMPs也叫警报素，是免疫系统的警报信号，会被先天免疫的模式识别受体识别。简单地说，如果免疫作用导致了细胞应激的非正常死亡（如坏死和焦亡），胞内分子释放到了细胞外，分子因环境的酸碱度改变会发生折叠改变、氧化等变化，DAMPs也就形成了。先天免疫识别会识别出这些本不该在细胞外的分子的模式。感染、受伤、局部缺血、缺氧、酸中毒和补体溶解都可以引起细胞的应激反应。另外，IL-33的前体也属于DAMPs。
有趣的是，非感染引起的免疫反应只能靠IL-1R接受IL-1α信号传导，不能靠Toll样受体。由于IL-1α也能引起单核细胞对IL-1β的转录和释放，所以可能是IL-1α前体通过分子中性细胞润湿诱发发起的免疫反应。IL-1β可能是非感染炎症中召集巨噬细胞的的信号增强器。
IL-1α前体和成熟IL-1β不含与内质网和高尔基体分泌有关的信号肽，因此会通过非常规蛋白分泌途径分泌，此种分泌途径的机制尚不清楚。

### IL-1β
先天免疫细胞获得警报素后生成的转录因子NF-κB会对细胞进行刺激，合成IL-1β的前体。比如巨噬细胞和树突细胞在接触脂多糖后，脂多糖会与Toll样受体4结合，引发进一步的合成。（脂多糖属于病原体相关分子模式，是一种警报素。）
在天生免疫细胞由Toll样受体或者RIG样受体激活后，IL-1β前体的合成开始。但是为了获得与IL-1受体结合的能力，IL-1β前体先要由胱天蛋白酶-1剪切。胱天蛋白酶-1先要由胞质模式识别受体信号传导的炎性体激活。因此，IL-1β的分泌需要这两步，以及不同受体的激活。有时IL-1β也会被其他蛋白酶处理，比如当发生高度中性粒细胞炎症时。
IL-18也是先合成的前体，前体再由胱天蛋白酶-1切开。

### IL-33
IL-33的31-kDa前体合成后，可以结合到ST2受体和IL-1RAcP辅助受体，之后会将转录因子激活为NF-κB和ERK、p38和JNK MAPKs。IL-33前体可以激发这些信号，就像IL-1α前体可以通过IL-1受体激发信号一样。但丝氨酸蛋白酶剪切后的成熟形式IL-3395-270、IL-3399-270和IL-33109-270激发炎症反应的能力更强。
除了拥有核染色质有关的功能，健康的内皮细胞内也会不断生成IL-33，因为如果细胞非正常死亡，它就可以以DAMPs的形式释放到胞外，引发自然辅助细胞、nuocytes、輔助型T細胞淋巴球、肥大细胞、嗜碱性粒細胞、嗜酸性粒細胞、恒定型自然杀伤细胞和自然杀伤T细胞产生细胞因子。它涉及过敏和寄生虫引起的炎症反应。

## 细胞因子引发的效应器细胞因子
IL-33与细胞因子引发的效应器细胞因子合成有关，这意味着分化的辅助性T淋巴细胞效应器细胞因子是细胞因子引发的，即使没有T细胞受体对这些细胞的抗原刺激也能产生。IL-33可以与一些STAT5激活剂，比如IL-2、IL-7或TSLP，上调Th2淋巴中自身受体的表达，因为原生辅助T细胞、Th1和Th17都没有ST2受体。此上调会产生正反馈调节，导致淋巴中需要IL-33的信号通路更强的激活。此上调是直接由GATA3转录因子控制的。IL-33与IL-2、IL-7或TSLP结合也可以激发细胞的增殖。从IL-33和STAT5激活的Th2细胞，分泌的效应器细胞因子是IL-13，它需要NF-κB。IL-13的碱基顺序和结构与IL-4十分相似，也使用相同的二型受体激活STAT6。
相似的功能包括，IL-1对Th17细胞、IL-18对辅助Th1淋巴细胞。IL-1与一些STAT3激活剂（如IL-6、IL-21或IL-23）的结合在Th17细胞中也有类似的正反馈作用，就像IL-33和STAT5激活剂在Th2细胞上的作用一样。它们会高度上调Th17激活的淋巴表面IL-1受体和RORγt的表达。此信号传导的效应器细胞因子是IL-17A、IL-4和IL-6。和IL-12在一起的IL-18是STAT4激活剂，也通过上调IL-18R1受体和T-bet的表达对Th1细胞起类似作用。

## 相关疾病和临床使用
IL-1在神经炎症中扮演重要角色。在炎症中，脑中肿瘤坏死因子和IL-1的含量增多，它们的存在可能会破坏血脑屏障。IL-1基因的多型性与多种癌症、强直性脊柱炎和弥漫性毒性甲状腺肿的基因敏感性相关。
脂肪组织可以通过与免疫细胞进行互动，分泌细胞因子，抑制海马体的神经功能，以改变吃饭模式，以分解更多脂肪。IL-1β的水平还可能与脂肪、认知缺陷相关：db/db小鼠（因瘦素受体基因缺损而肥胖）的小鼠强制通过跑步训练或手术切除减少脂肪都可以恢复认知缺陷和海马体中神经可塑性的缺陷；向db/db小鼠注入白细胞间介素1拮抗剂也可以上述缺陷；向正常老鼠注入过多脂肪，也产生了和超重老鼠相似的炎症反应。因此，IL-1β导致的神经炎症可以解释，肥胖症和糖尿病导致的认知缺陷。
食物中的IL-1β的水平也可能与脂肪、认知缺陷相关：在喂食大鼠中高脂肪食物后，海马体区白细胞间介素1β水平升高，大鼠记忆力下降。在停止喂食这类食物后，即使依然保持肥胖，这个症状会消失。注射白细胞间介素1拮抗剂后此症状也会消失。
由于造血因子的特性，曾给骨髓移植病人使用。但之后发现，使用后的病人会出现系统性炎症的症状。于是猜测封锁受体会减轻症状，但在临床试验中使用IL-1拮抗剂（IL-1Ra）与安慰劑相比，没有出现显著性差异。
现在，对于有自體免疫性疾病或淋巴瘤的病人，降低IL-1（尤其是IL-1β）的活性是标准的治疗方法。对于有類風濕性關節炎的病人，IL-1拮抗剂可以减轻症状、降低关节损伤。IL-1拮抗剂与其他疗法结合，可让高风险会发展为多發性骨髓瘤的延缓冒烟型和惰性骨髓瘤患者的病情多年不加重。由于IL-1拮抗剂是天然的，所以没有毒性，也不会引起肠胃紊乱。